# Schafbergbad

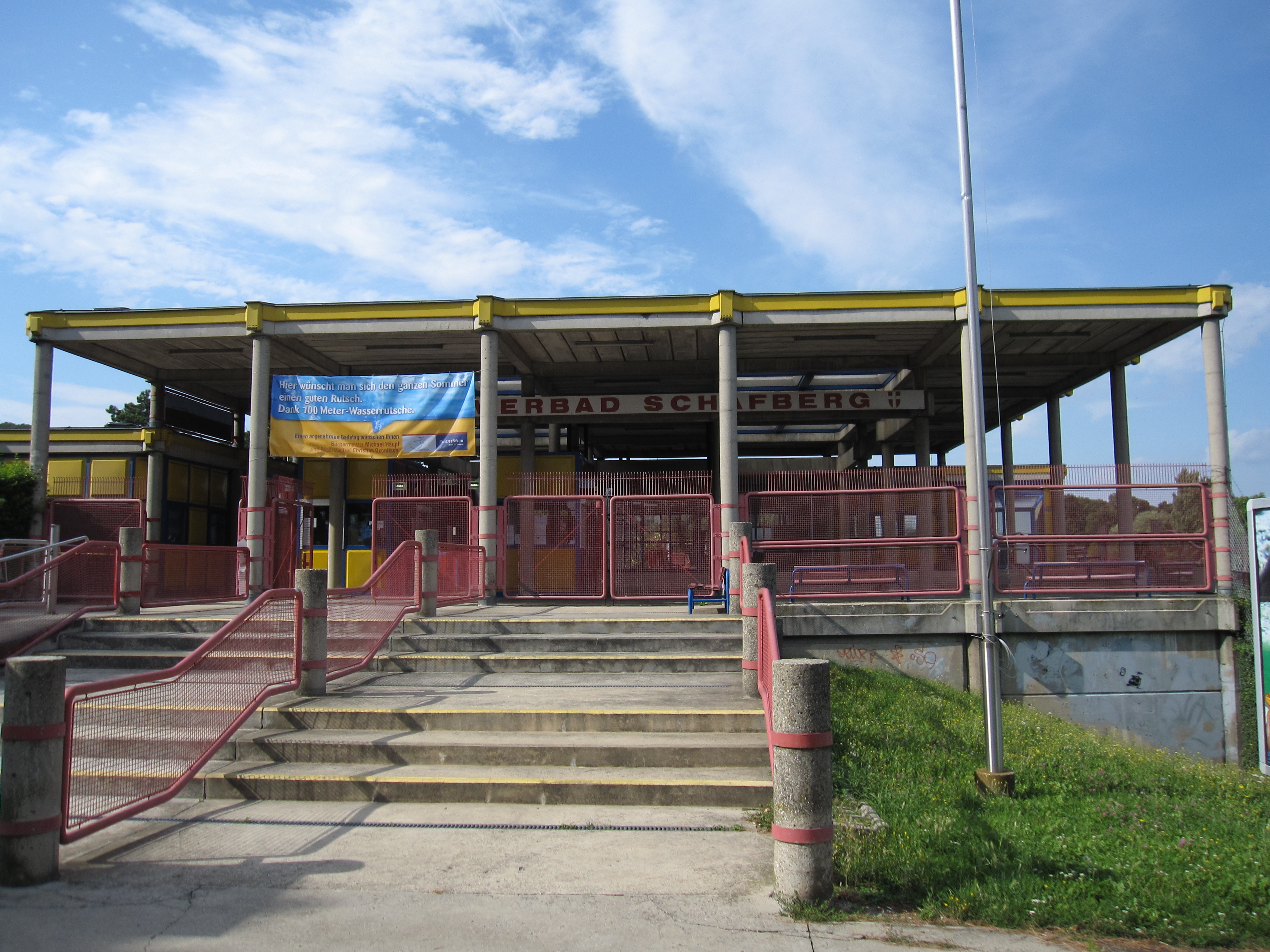
Eingang zum Schafbergbad

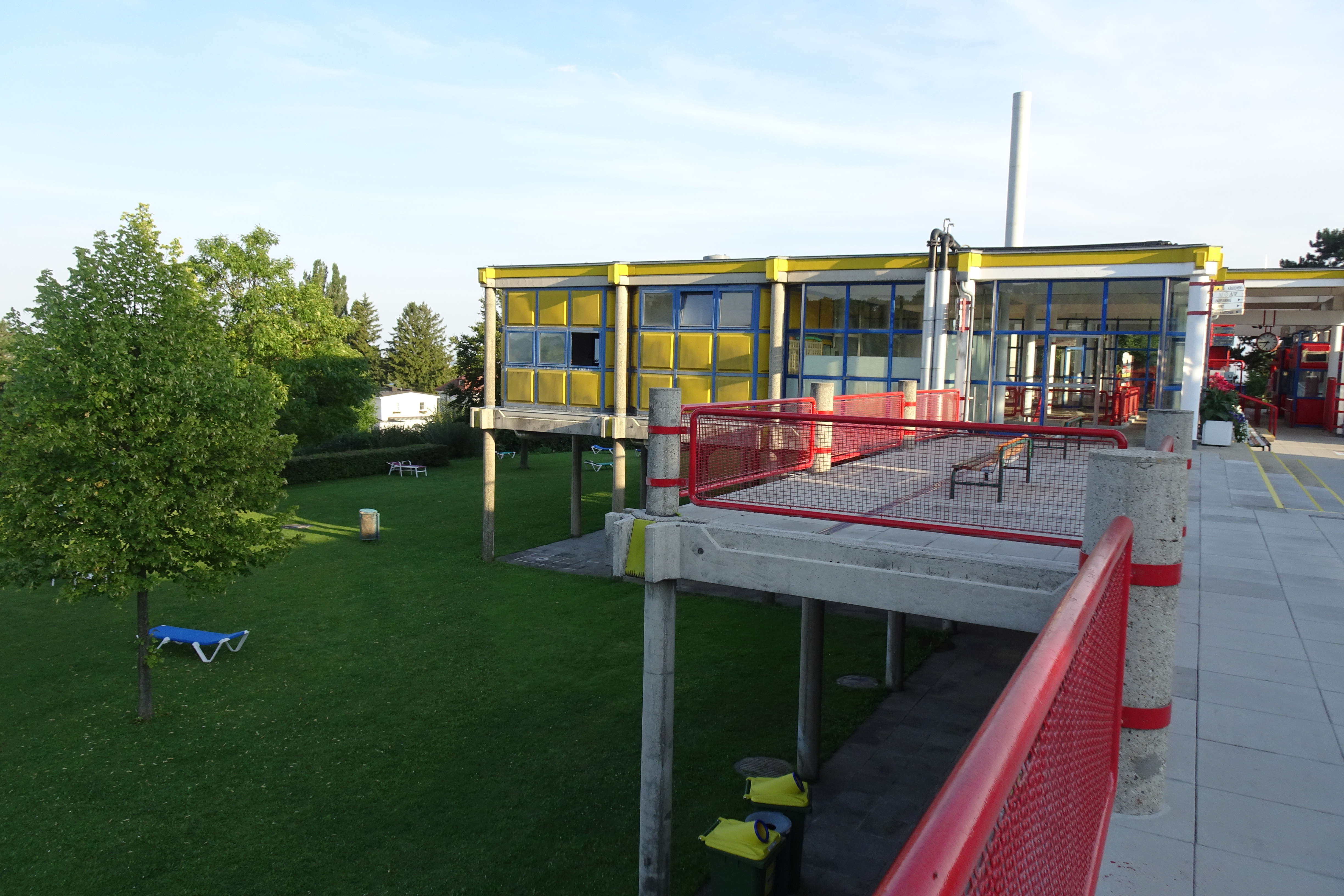
Die Eingangs- und Kabinengebäude

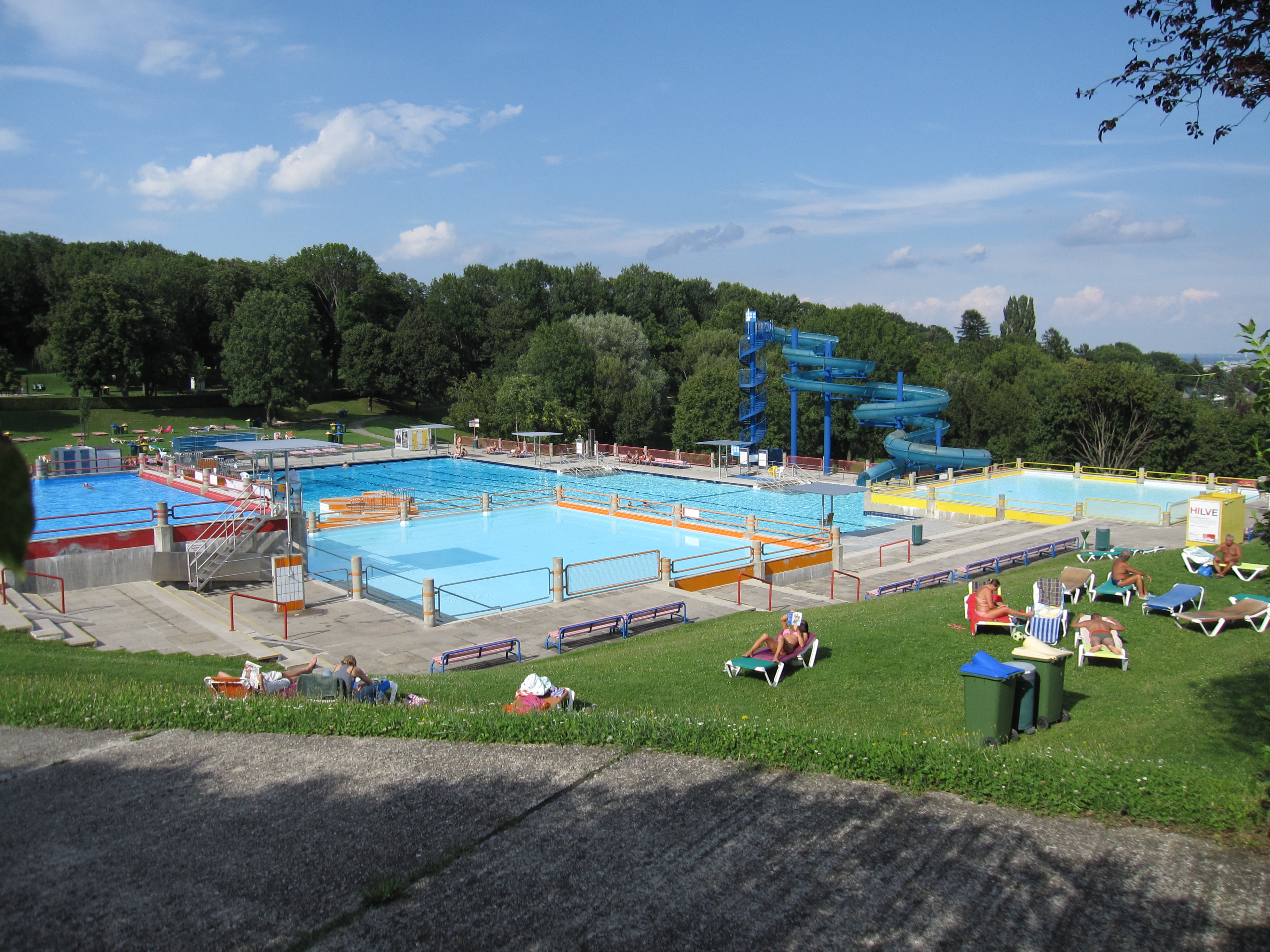
Blick zu den Schwimmbecken. Im Hintergrund die 2000 errichtete Wasserrutsche

Das Schafbergbad ist ein von der Gemeinde Wien betriebenes öffentliches Sommerbad, das sich in den Wiener Gemeindebezirken 17 (Hernals) und 18. (Währing) befindet. 

## Geschichte
Das Schafbergbad wurde kurz vor dem Ersten Weltkrieg als Ergänzung zu einem beliebten Aussichtshotel am Schafberg gegründet. Während der Kriegsjahre 1914–1918 gingen die Besucherzahlen zwar stark zurück, aber bereits 1924 konnte das Bad ausgebaut werden und wurde zu einem der beliebtesten Sommerbäder in den westlichen Bezirken Wiens. Auch nach dem Zweiten Weltkrieg blieb es in privater Hand, verfiel aber zunehmend, bis es Ende der 1960er Jahre geschlossen werden musste. Die Anlage wurde von der Gemeinde Wien unter Bürgermeister Felix Slavik übernommen und erstmals in der Badesaison 1973 als öffentliches Bad in Betrieb genommen. 1974 erfolgten weitere Umbauten. Im Jahr 2000 wurde es mit einer 102 Metern langen Wasserrutsche, damals der längsten Wiens, ergänzt.

## Allgemeines
Das Schafbergbad hat eine Kapazität von rund 10.000 Personen und verfügt über eine Beckenlandschaft mit Wasserrutsche, zwei Beckeninseln und einem kleinen Sprungturm. Darüber hinaus gibt es Beachvolleyball-Plätze, Minigolf, Tischtennis und andere Freizeit- und Sporteinrichtungen. Pro Saison werden bis zu 270.000 Badegäste gezählt. Das Areal ist rund 70.000 m² groß und bietet aufgrund seiner erhöhten Lage – ähnlich wie das Döblinger Krapfenwaldlbad – eine hervorragende Aussicht auf Wien.